# Doron Gazit

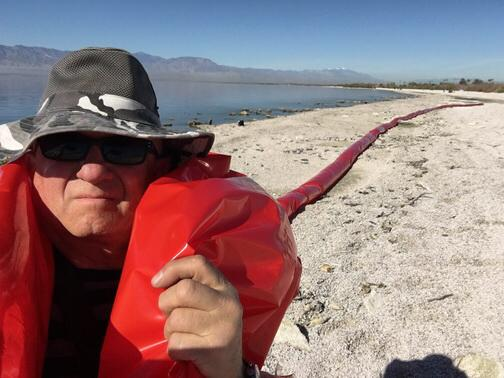
Gazit mit The Red Line (2019)

Doron Gazit (hebräisch דורון גזית; * 1955 in Pardes Channah, Haifa) ist ein israelischer Künstler, Umweltaktivist und Industriedesigner. Er ist für seine Arbeit mit dem Medium Luft, vor allem in Form überdimensionaler aufblasbarer Objekte wie den Fly Guy, bekannt. Mit dem Projekt The Red Line macht er seit 2014 auf die fortwährende Umweltzerstörung durch den Menschen aufmerksam.

## Leben
Doron Gazit absolvierte zwischen 1972 und 1976 ein Studium am Institut für Industriedesign an der Belazel-Akademie für Kunst und Design in Jerusalem, das er mit dem Titel Bachelor of Arts abschloss. Seine Ausbildung finanzierte er zum Teil mit dem Straßenverkauf von Ballonfiguren. Inspiriert durch den Besuch eines Beduinenstammes auf der Sinai-Halbinsel und die dort erfahrene Faszination mit seinen Luftballons, spezialisierte er sich künstlerisch auf Ballon- und Schlauchfiguren. Nach ersten Freiluftinstallationen in der Judäischen Wüste wurde er mit der Gestaltung der Olympischen Sommerspiele 1984 in Los Angeles betraut. Zu diesem Zweck gründete er in North Hollywood das Unternehmen Air Dimensional Design (AirDD).
Für die Olympischen Sommerspiele 1996 in Atlanta schuf Gazit nach einem Entwurf von Peter Minshall sein wohl bekanntestes Werk, den Fly Guy. Nachdem er ein Patent erhalten hatte, produzierte er die aufblasbaren Figuren zunächst mit der eigenen Firma, beschränkte sich später jedoch auf den Verkauf von Lizenzen.
Weitere künstlerische Engagements führten Gazit unter anderem mehrfach zum Super Bowl und zum Burning-Man-Festival in der Black Rock Desert. 1998 trug er mit einer Installation auf dem Asahi-Fluss zur 400-Jahr-Feier der Burg Okayama bei, 2003 gestaltete er das Bühnenbild für ein Konzert Luciano Pavarottis anlässlich des 100-jährigen Bestehens der Stadt Mexicali. Seit 2014 macht Gazit mit dem Red Line Project rund um die Welt auf Umweltschäden aufmerksam. Unter den bisherigen Ausstellungsorten befinden sich die durch den rapide sinkenden Wasserspiegel entstandenen Dolinen am Toten Meer und der von der globalen Erwärmung stark betroffene Knik-Gletscher in Alaska. Oftmals agiert er dabei ohne behördliche Erlaubnis. Im Frühjahr 2016 widmete das San Luis Obispo Museum of Art seinem Werk erstmals eine Fotoausstellung.

## Werk

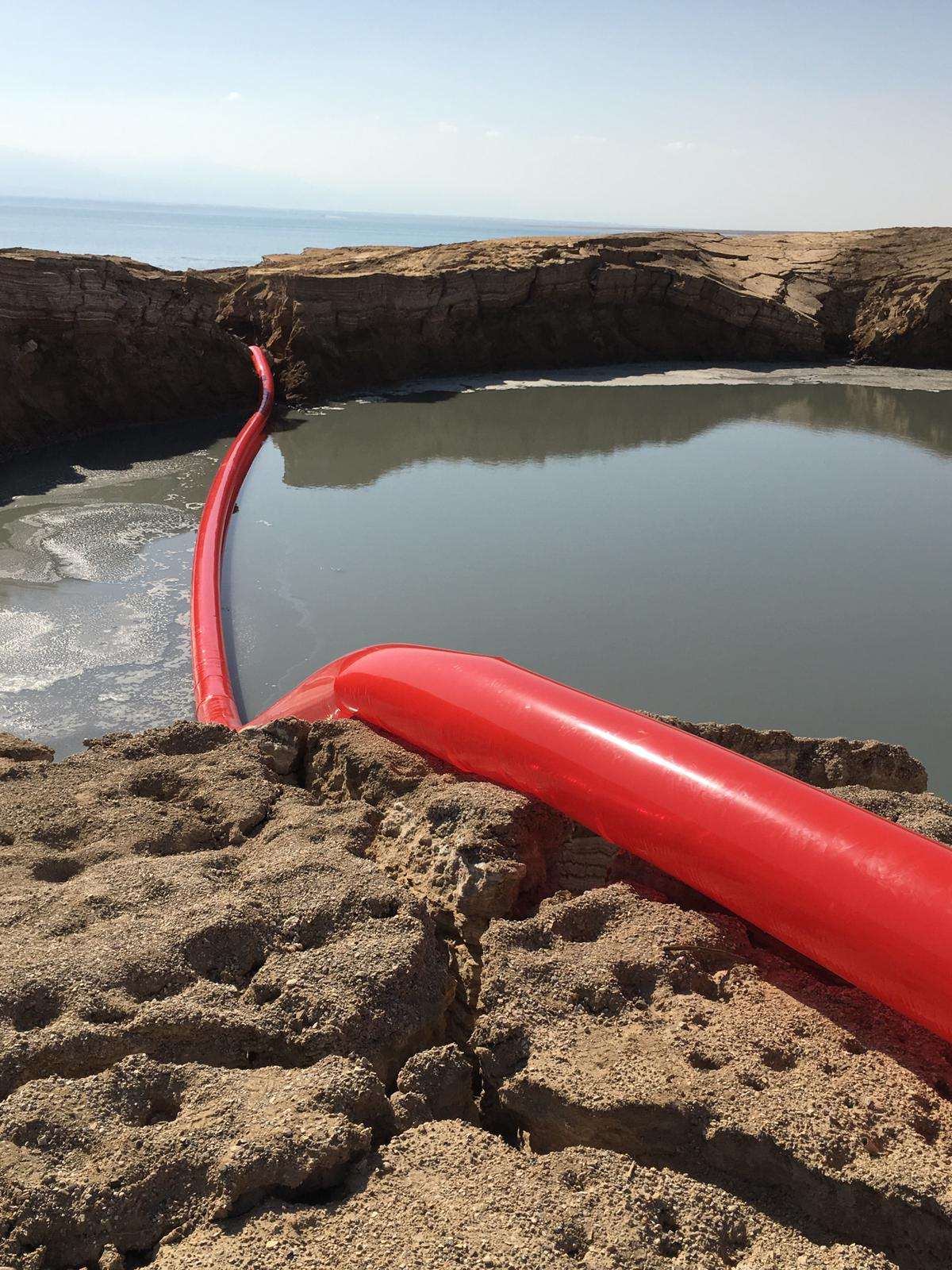
Red Line am Toten Meer

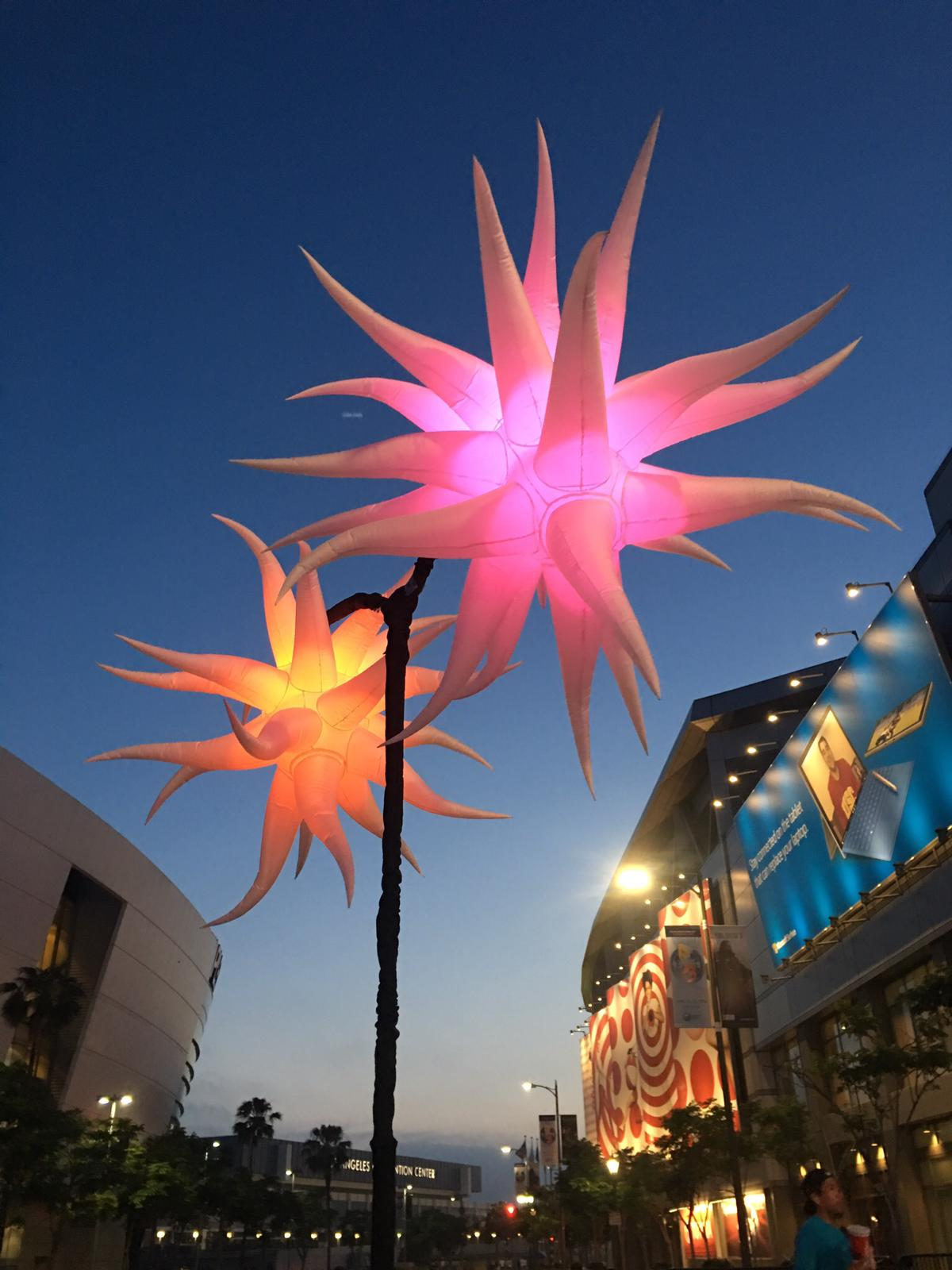
Liliendesign in L.A.

Doron Gazit machte sich mit dem Entwurf großer, aufblasbarer Objekte (englisch inflatables), oftmals in Form bunter Schläuche, einen Namen. Seine Werke, die sowohl Gebäude schmücken als auch freistehende Skulpturen im öffentlichen Raum bilden, sollen der Luft bzw. dem Wind Form, Gestalt und Farbe verleihen. Bezüglich der technischen Umsetzung sowie der Witterungsbeständigkeit macht er sich seine Ausbildung als Produktdesigner zunutze. Als Materialien benutzt er neben Kunstharzen auch Nylongewebe oder Spinnaker-Tuch.
Während Gazit medial als „sculptor of the Wind“ (Bildhauer des Windes) bezeichnet wird, beschreibt er seine Arbeit selbst mit dem Ausdruck Airchitecture, einem Portemanteau aus den englischen Wörtern für Luft und Architektur. Zudem verwendet er den aus dem Tanach stammenden, hebräischen Begriff rûaḥ (רוּחַ) als Schlagwort für seine Kunst. Erklärtes Ziel sei es, den Geist der Natur, „das Unsichtbare“ zu visualisieren:

“I’m very much attached to the invisible. I call it ‘the in-between’. When we are inspired by something, it is in our brain and it’s invisible. Then we go through the process of turning it visible, which can be a beautiful poem, story, sculpture or a drawing. Everyone can be inspired in a different way.”

Seine neben dem Fly Guy bekannteste Schöpfung ist die Red Line, ein etwa 150 Meter langer, luftgefüllter Schlauch, den er an verschiedenen ökologisch beeinträchtigten Orten der Erde ausstellt. Während Gazit bei früheren Arbeiten „freundliche“ Farben wie Gelb, Orange oder Grün einsetzte, bestimmt hier ein knalliges Rot. Die rote Linie steht metaphorisch für die Venen von Mutter Erde und brachte Gazit Vergleiche mit dem Künstlerehepaar Christo und Jeanne-Claude ein. Wie bei Christo diene ihm die Landschaft als Leinwand, spiegele jedoch die menschliche Präsenz dort wider. Anders als bei Christo bemüht sich der soziale Aspekt von Gazits Werk nicht um die Kommunikation der Menschen hinsichtlich seiner künstlerischen Vision, sondern um den Einfluss, den diese Vision auf die Kommunikation zwischen den Menschen hat.

### Ausstellungsorte (Auswahl)
- 1984: Olympische Sommerspiele, Los Angeles
- 1986: Javits Center, New York City
- 1996: Olympische Sommerspiele, Atlanta
- 1997: Fuji Television Tower, Tokio
- 1998: Super Bowl XXXIII, Miami
- 1998: Asahi-Fluss, Okayama
- 2003: Konzert von Luciano Pavarotti, Mexicali
- 2012: Burning Man, Black Rock Desert
- 2014: Staples Center, Los Angeles
- seit 2014: The Red Line an verschiedenen Orten, u. a. Totes Meer, Saltonsee, Knik-Gletscher
- 2016: San Luis Obispo Museum of Art